# Jankovich Antal (horvátországi követ)
Pribéri Jankovich Antal (1730.–Szőlősgyörök, 1765. szeptember 30.), horvátországi követ, királyi tanácsos, földbirtokos.

## Élete
A tekintélyes és jómódú pribéri Jankovich család sarja. Apja pribéri Jankovich István, 1715-től Somogy vármegye főszámvevője, 1715-től főszolgabíró, földbirtokos, anyja biszági Geréczy Katalin. Az apai nagyszülei pribéri Jankovich István (†1708), földbirtokos és nagygörbői Szűcs Katalin voltak. Az anyai nagyszülei biszági Geréczy Ádám, földbirtokos ás báró ákosházi Sárkány Krisztina voltak.
Családjának kimagasló alakja, már kora ifjú korában hírneves four, ki még atyja életében 1748-ban királyi adományt kapott. A Gerécziek kihaltával anyai ágona Geréczy-javakra jogot formált, miért is gróf Pálffy János nádortól Jankovich Antal, Kata és Krisztina testvérekadományban kapják a Geréczyek Jertovecz, Zelinavár, Lodomér és Belovár nevű gazdaságait az összes hozzátartozókkal együtt. A bevezetés a császmai káptalan előtt történt, mikor is Jankovich Krisztina már neje volt báró Pongrácz János cs. és kir. kamarai titkárnak. Az uradalmak épségben tartására kiváló gondja volt, miért is az atyja által csinált határkiigazitás alapján a varasdi káptalanáltal meginteti Patatich Lajost 1753-ban, midőn a szomszédos Jankovich területből foglalt.
1752. május 28-ikán megosztozik nővéreivel. Jankovich Antal kapja Öreglak, Kisberény, Buzsák, Kiskölked, Yitya, Baráti, Nagyborény, Bodvicza, Kivadár, Páczod és Herénfát; báró POngrácz Jánosné Jankovich Krisztina kapta: Hetest, Kaposujlakot, Zsitfát, Szövécset, Nagy-Büt és Szőcsényt; gróf Niczky Kristófné Jankovich Katalin kapta: Vámost, Berkit, Polányt, Mosdóst részben, Gillát, Kaposkereszturt, Cseridet, Gyümölcsényt, Tepenyét, Szalácskát, Árpást, Kis-Sivát, NagySiva felét, s ezen kívül bizonyos kisebb részeket Tékes, Cserid, Bodvicza, Kivadár, Horénfa és Páczodból. Megemlittetik még, hogy Szőllős-Györök és Orda fiági birtokok, és Tót-Gyugy nőági birtok minden hozzátartozókkal együtt özv. mostohájuk Majthényi Viktória bárónő kezén hagyatnak haszonélvezetül haláláig, vagy esetleges házasságra léptéig. Jankovich Antal életét 1765-ben jelentős birtokszerzés után királyi tanácsosként, és Horvátország országgyűlési követeként fejezte be.

## Házassága és leszármazottai
Feleségül vette Csabrendeken 1752. november 9-én galánthai Fekete Julianna (*Székesfehérvár, 1734. július 31.–†Öreglak, 1815. június 2.) kisasszonyt, akinek a szülei galánthai Fekete József, földbirtokos és séllyei Nagy Erzsébet voltak. Fekete Józsefné séllyei Nagy Erzsébet fivére séllyei Nagy Ignác (1733–1789) teológiai doktor, az első székesfehérvári püspök volt. Jankovich Antal és galánthai Fekete Julianna frigyéből született:
- Jankovich Mária Anna (*1752.–†1823). Férje: gróf trakostyáni Draskovich Ferenc Xavér (*1756–†1817. szeptember 3.), földbirtokos.
- Jankovich János (*1753.–†Szőlősgyörök, 1817. május 11.), királyi táblai ülnök 1780 és 1785 között, majd (a józsefi reform idején) a Fellebbviteli Tábla tanácsosa lett 1786-tól és 1789-ig, 1790-ben pedig septemvir, földbirtokos. Felesége: báró Püchler Terézia (*1758.–†Buda, 1852. április 14.)